# Mervyn Allister King
Mervyn Allister King, barone King di Lothbury (Chesham Bois, 30 marzo 1948), è un economista e banchiere britannico.

## Primi anni di vita, formazione e carriera iniziale
Mervyn Allister King è nato a Chesham Bois, nel Buckinghamshire, il 30 marzo 1948 ed è figlio di Eric King, un ferroviere che si è riqualificato come insegnante di geografia dopo la seconda guerra mondiale, e Kathleen (nata Passingham).
Ha studiato alla Warstones Junior School di Wolverhampton e poi alla Wolverhampton Grammar School. Nel 1969 ha conseguito un Master of Arts in economia presso il King's College dell'Università di Cambridge. Ha quindi proseguito gli studi al St John's College dell'Università di Cambridge e all'Università di Harvard, grazie alla borsa di studio Kennedy. Mentre studiava a Cambridge è stato tesoriere del Cambridge Liberal Club di Cambridge dal 1968.
Dopo la laurea, ha lavorato come ricercatore nel Cambridge Growth Project all'Università di Cambridge con il futuro premio Nobel Richard Stone e Terry Barker. Ha poi insegnato all'Università di Birmingham ed è stato visiting professor all'Università di Harvard e al Massachusetts Institute of Technology dove ha condiviso un ufficio con l'allora professore assistente Ben Bernanke. Dall'ottobre 1984 è stato professore di economia alla London School of Economics dove ha fondato il gruppo Financial Markets. Nel 1981 è stato uno dei 364 economisti che hanno firmato una lettera al Times nella quale condannavano il bilancio di quell'anno di Geoffrey Howe.

## Carriera nella Banca d'Inghilterra
King è entrato in Banca d'Inghilterra nel marzo del 1991 come capo economista e direttore esecutivo, dopo essere stato direttore non esecutivo dal 1990 al 1991. Nel 1997 è stato nominato vice-governatore ed è entrato in carica il 1º giugno dell'anno successivo. Nello stesso anno è diventato membro del Gruppo dei Trenta. Faceva parte ex officio del comitato per la regolazione del tasso di interesse.
Il 1º luglio 2003 è succeduto a sir Edward George nell'incarico di governatore. È stato il primo governatore della Banca d'Inghilterra ad essere ricevuto in udienza dalla regina Elisabetta II.

### Crisi finanziaria della fine degli anni 2000
Dopo essere diventato governatore della Banca, King ha spiegato che la politica della Banca d'Inghilterra era "simile a quella della Federal Reserve di Alan Greenspan". Greenspan ha descritto il suo approccio come "volto a mitigare il fallout dello scoppio di una bolla quando si verifica". King concorda con Alan Greenspan: "È difficile identificare le bolle speculative dei prezzi delle attività".
Sono seguiti altri avvertimenti sul mercato immobiliare britannico, tra cui quello del National Institute of Economic and Social Research nel 2004 e dell'Organizzazione per la cooperazione e lo sviluppo economico nel 2005. King ha rilevato la differenza "insolitamente ampia" tra la misura dell'inflazione e l'indice dei prezzi al consumo all'inizio del 2004. Quest'ultimo non include i prezzi delle case come parte della misura dell'inflazione, mentre il primo lo fa. Sei mesi dopo, i prezzi delle case nel Regno Unito sono saliti "a livelli che sono ben al di sopra di quanto la maggior parte delle persone considererebbe sostenibile a lungo termine", con un aumento di oltre il 20 % rispetto all'anno precedente e oltre il 100 % rispetto ai precedenti cinque.
Nel 2005, l'Economist ha descritto la crescita dei prezzi delle case nel Regno Unito come facente parte della "bolla più grande della storia" e, nell'ottobre del 2007, quando la bolla immobiliare nel paese era al suo apice - il Fondo monetario internazionale riportava che il mercato immobiliare britannico era "troppo caro fino al 40 %". Come osservato dall'OCSE, la volatilità dei prezzi delle abitazioni "può aumentare i rischi sistemici in quanto i settori bancario e ipotecario sono vulnerabili alle fluttuazioni dei prezzi delle abitazioni a causa della loro esposizione al mercato immobiliare".
Dean Baker in The American Prospect ha dichiarato che il fallimento di Greenspan e King nel contrastare le bolle nei mercati immobiliari dei loro rispettivi paesi ha provocato una catastrofica "precipitazione" quando le bolle sono scoppiate, provocando le peggiori recessioni in entrambi i paesi dalla grande depressione. L'inazione di Regno Unito e Stati Uniti può essere paragonata all'azione intrapresa dalla Cina e dall'Australia.
Un altro risultato della crisi finanziaria è stato il rifiuto da parte di King della devota attenzione della Banca sulla stabilità dei prezzi o l'inflazione, una politica che è stata istituita dopo il mercoledì nero del 1992 e che è stata continuata da King. Uno delle due lezioni che King ha tratto dalla precedente crisi stanno nel fatto che "la stabilità dei prezzi non garantisce la stabilità dell'economia nel suo insieme" e che "gli strumenti utilizzati per perseguire la stabilità finanziaria hanno bisogno di affinature e raffinature".
La legge sui servizi finanziari del 2012, che prevedeva il trasferimento della maggior parte dei poteri regolatori macroprudenziali dalla Financial Services Authority alla Banca d'Inghilterra, ha concesso al comitato di politica finanziaria, presieduto dal King, il potere di limitare i prestiti, includendo limiti all'accesso del pubblico ai mutui. Nel complesso, un ex dirigente della Banca d'Inghilterra ha riassunto bene le prestazioni pre-crisi della Banca: "Come si può guardare indietro con il beneficio del senno di poi e vederlo come un successo ? Siamo stati responsabili della stabilità finanziaria e non abbiamo assolutamente evitato la più grande crisi finanziaria nelle nostre vite". David Blanchflower ha osservato che, anche nell'estate del 2008, King non aveva nemmeno visto arrivare la crisi finanziaria.
Nella sua revisione della responsabilità della Banca d'Inghilterra, uno dei principali reclami del Treasury Select Committee è stato il rifiuto della Banca di intraprendere una revisione interna delle sue prestazioni durante la crisi finanziaria. Un simile riesame poneva delle difficoltà poiché prove del modo in cui i politici più anziani sono arrivati alle loro decisioni sono state ovviamente distrutte. Al contrario, gli Stati Uniti hanno pubblicato le deliberazioni della Federal Reserve con un ritardo di cinque anni, fornendo "il quadro più dettagliato di come i massimi funzionari della banca centrale non abbiano previsto la tempesta che sta per colpire l'economia statunitense e il sistema finanziario globale". Come nel Regno Unito, il fallimento delle politiche economiche della banca centrale statunitense ha portato a un nuovo quadro normativo, il Dodd-Frank Act del 2010.

### Risposta alla crisi
King ha sostenuto che quando la crisi finanziaria e il crollo delle banche hanno colpito nell'autunno del 2008, lui e altri banchieri centrali occidentali "hanno impedito una grande depressione", in parte riducendo i tassi di interesse praticamente a zero. L'Economist ha concordato dicendo che "ha un punto a favore". Anche una revisione del 2012 delle azioni intraprese dalle banche centrali occidentali di fronte alla crisi ha sostenuto la richiesta di King. La Banca ha tuttavia criticato il ritmo dei tagli dei tassi, dato che sono passati cinque mesi dall'inizio di ottobre 2008 per farli scendere dal 5 % allo 0,5 %, tasso a cui sono rimasti per diversi anni.
King ha abbandonato il mandato della sua istituzione di mantenere l'inflazione attorno al 2 %. Dopo essere diventato il secondo governatore della Banca d'Inghilterra a parlare al Trades Union Congress nei suoi 142 anni di storia, King ha ammesso che le persone avevano il diritto di essere arrabbiate per la disoccupazione e il salvataggio delle banche.
King è stato pungente per il settore bancario da quando si è schierato, soprattutto per il suo "strabiliante" salvataggio da un trilione di sterline e la sua prosecuzione di premi bonus nel 2009. Chiedeva però una seria revisione della struttura e della regolamentazione bancaria.
In un'intervista al Daily Telegraph del marzo 2011, King ha detto che le banche hanno "messo i profitti prima delle persone", che la mancata riforma del settore potrebbe portare a un'altra crisi finanziaria e che le industrie manifatturiere tradizionali hanno un modo più "morale" di operare. In un'intervista al Times del marzo del 2012 ha detto che le banche stanno ancora negando la rabbia "molto reale e del tutto comprensibile" che si prova nel loro comportamento. I banchieri non sono stati contenti dei suoi punti di vista e hanno insistito su come evitare l'azzardo morale. King ha però insistito sul fatto che "la disciplina non può applicarsi a tutti tranne che alle banche", individuando il senso di rancore delle banche nel trovarle "molto, molto difficili da affrontare fino al fallimento del loro modello bancario".
Con l'approssimarsi della fine del suo mandato di governatore, le principali banche del Regno Unito hanno avvertito che, a meno che non si trovi una figura meno "ostile" come successore, potrebbero ritenere necessario trasferirsi all'estero. Il 26 novembre 2012 è stato annunciato che a King sarebbe succeduto Mark Carney.

### Salvataggio delle banche
King ha affrontato le accuse di aver rifiutato di finanziare la Northern Rock Bank, che in seguito è fallita, una situazione non vista nel Regno Unito dal 1914. King più tardi ha detto che era stato il Cancelliere dello Scacchiere Alistair Darling, non lui, ad aver avuto la parola finale sul rifiuto dell'aiuto necessario alla Northern Rock.
Nelle sue memorie, Alistair Darling ha criticato King per aver enfatizzato l'azzardo morale - la dottrina di non salvare le banche dalle conseguenze dei propri errori - invece di salvare le banche pompando denaro in esse mentre si stava verificando il crollo del sistema bancario nell'autunno del 2008. Nonostante il suo rifiuto di dare finanziamenti alle banche commerciali, ha mantenuto il suo lavoro, e presentato una difesa a un comitato ristretto di Ministero del tesoro. In esso affermava che le sue azioni erano basate sul fatto che la Banca d'Inghilterra fosse il "prestatore di ultima istanza" ma successivamente ha sostenuto le mosse per fornire finanziamenti a quelle banche che erano state nazionalizzate a un costo di centinaia di miliardi di sterline per il Tesoro britannico e per i contribuenti britannici.

### Interventi politici
È stato affermato che il discorso di King alla Mansion House del 2009 ha contribuito a rafforzare i conservatori durante l'avvicinamento alle elezioni generali emettendo critiche di alto profilo. King ha chiesto lo scioglimento delle maggiori banche del paese, sostenendo che, a meno che alla Banca d'Inghilterra non fossero conferiti poteri più attivi e interventisti per garantire la stabilità finanziaria, sarebbe come una chiesa: in grado di "non fare altro che emettere sermoni o organizzare sepolture". King in seguito ha consigliato un riequilibrio dell'economia, un maggiore risparmio e una "eliminazione del deficit strutturale". Nel novembre del 2009, ha detto ai parlamentari che l'intenzione del governo laburista di dimezzare il deficit nei prossimi cinque anni era insufficiente. Nel maggio del 2010, pochi giorni dopo la formazione del governo di coalizione di David Cameron, King ha detto di aver parlato con il Cancelliere dello Scacchiere George Osborne e ha sostenuto i suoi piani di tagliare le spese di ulteriori 6 miliardi di sterline entro l'anno fiscale 2010-11. Non ha ritenuto necessario discutere con i liberal democratici della gravità dei tagli.
Nel novembre del 2010 è stato rivelato che alcuni membri della Banca d'Inghilterra - tra i quali vi era David Blanchflower - erano a disagio per l'approvazione da parte di King dei tagli alla spesa pubblica del governo, accusandolo di oltrepassare il confine tra politica monetaria e politica fiscale. Il sostegno di King per i tagli del governo è avvenuto nonostante le preoccupazioni all'interno della Banca che il tagliare le spese così rapidamente potresse far deragliare la nascente ripresa economica del Regno Unito. Queste rivelazioni hanno portato all'accusa che King fosse un "cortigiano della coalizione" e che facesse interventi "eccessivamente politici" riguardo alla politica economica del Regno Unito.
Le accuse hanno ricevuto maggior peso dopo la pubblicazione di documenti riservati fatta da WikiLeaks nel dicembre del 2010. Come risultato delle rivelazioni di Wikileaks e del resoconto di David Laws dei colloqui della coalizione di governo, a King è stato chiesto dal Comitato ristretto per la riforma politica e costituzionale di spiegare perché è stato apparentemente citato nelle trattative come sostenitore dei piani dei conservatori per introdurre tagli alle spese quell'anno. King ha insistito sul fatto che "in nessun momento ho offerto alcun consiglio sulla composizione di eventuali misure volte a ridurre il disavanzo pubblico". Il Comitato ha accettato implicitamente la spiegazione degli eventi di King, poiché non è nemmeno menzionato, men che meno criticato, nella loro relazione finale.
Secondo George Osborne, il segretario di gabinetto Gus O'Donnell aveva invitato King a spiegare durante i colloqui formativi della coalizione di governo. Tuttavia, le parti sospettavano che "sapevano cosa stava per dire e pensavano anche che fosse più appropriato che a parlare con King fossero i portavoce del Tesoro".
King è stato nuovamente criticato nel maggio del 2012 nel programma Today della BBC Radio 4, il giorno prima delle elezioni, dopo che ha espresso l'approvazione delle misure di austerità della Coalizione.
In un discorso al Parlamento europeo di Bruxelles nel maggio del 2011, King ha commentato che la Banca d'Inghilterra era preoccupata della più ampia stabilità dell'economia e del settore bancario rispetto alle cifre sull'inflazione: "Le conseguenze economiche dell'indebitamento ad alto livello ora diventerebbero più grave se i tassi dovessero aumentare, ed è la ragione principale per cui i tassi di interesse sono così bassi". Per quanto riguarda il Progetto Merlin, King è stato critico nei confronti delle figure fuorvianti del cancelliere George Osborne e ha predetto correttamente che "molto probabilmente Merlin sarebbe stato un fallimento". Nel marzo del 2009, King ha dichiarato che qualsiasi piano per un secondo stimolo fiscale da parte del governo britannico doveva essere fatto con cautela.
Nel suo discorso alla Mansion House nel giugno del 2009, King ha criticato il cancelliere Alistair Darling per aver opposto cambiamenti significativi all'assegnazione delle responsabilità normative tra FSA, Tesoro e Banca d'Inghilterra, che avrebbero conferito alla Banca maggiore potere di svolgere il suo ruolo di garanzia di stabilità economica.
Nel gennaio del 2012, King ha ricevuto una lettera dall'ex primo consigliere scientifico del governo sir David King, da Zac Goldsmith, dall'ex ministro dell'ambiente John Gummer di altre diciassette persone, in cui lo avvertivano della possibilità di una bolla speculativa sulla valutazione delle società che dipendono dalla produzione di energia basata sui combustibili fossili. King ha accettato una valutazione della questione.
Il comitato di politica finanziaria della Banca d'Inghilterra, istituito per identificare le bolle emergenti nel sistema finanziario, ha concordato nel marzo del 2012 di chiedere al Parlamento di utilizzare nuovi strumenti politici per prevenire un'altra crisi finanziaria. King ha detto che il comitato ha ristretto la sua scelta di strumenti a tre: il potere di garantire alle banche riserve di capitale anticicliche, la capacità di costringere le banche a detenere più capitali contro l'esposizione a settori specifici giudicati rischiosi e il potere di stabilire indici di leva finanziaria, perché sarà importante spiegare al Parlamento e al grande pubblico perché li stavano usando.
Nel giugno del 2011 è stato nominato cavaliere di gran croce dell'Ordine dell'Impero Britannico. Il suo stendardo è esposto con quello degli altri cavalieri di gran croce nella cattedrale di San Paolo a Londra.

### Carriera successiva
Il 19 luglio 2013 è creato pari a vita con il titolo di barone King di Lothbury, di Lothbury nella Città di Londra per "i contributi al servizio pubblico". King è entrato nella Camera dei lord il 22 luglio dello stesso mese e non appartiene ad alcun partito.
Il 23 aprile 2014 è stato nominato cavaliere dell'Ordine della Giarrettiera.
Il 6 gennaio 2016 è stato nominato vice luogotenente del Kent dal lord luogotenente della stessa contea, Philip Sidney, II visconte De L'Isle.

## Vita personale
La moglie di King, Barbara Melander, è una designer di interni finlandese e viene dalla minoranza di lingua svedese che vive in Finlandia. Si sono sposati in una cerimonia privata in una chiesa di Helsinki nel 2007.
King è tifoso dell'Aston Villa Football Club. Una volta ha organizzato una partita tra dipendenti della Banca d'Inghilterra ed ex giocatori dell'Aston Villa. Ha fatto parte del consiglio di amministrazione dell'Aston Villa dal febbraio all'aprile del 2016 quando, insieme a un altro membro del consiglio di amministrazione, il presidente della Football Association, David Bernstein, si è dimesso in segno di protesta contro l'amministratore del club Randy Lerner.
King si è brevemente commentato su un Ashes Test Match per "Five Live" della BBC Radio nel 2005, mentre veniva intervistato da Simon Mayo. È presidente del programma di cricket Chance to Shine, che promuove le competizioni di cricket nelle scuole statali. Fa parte dell'All England Lawn Tennis and Croquet Club e del Marylebone Cricket Club. Nel 2015 è diventato presidente del Worcestershire County Cricket Club.
L'Università di Cambridge nel 2006 lo ha onorato con una laurea honoris causa. King è anche visiting fellow del Nuffield Colleg dell'Università di Oxford.
Nel 2015 King è stato nominato l'undicesima persona più influente nella top 500 dal Financial Center International.

## Opere
- The British Tax System, (1979, e quattro edizioni successive), with John Kay.
- The End of Alchemy: Money, Banking and the Future of the Global Economy, (2016).